# Siarczan keratanu
Siarczan keratanu – organiczny związek chemiczny z grupy śluzowielocukrowców kwaśnych, glikozaminoglikan. Zbudowany jest z występujących na przemian cząsteczek D-galaktozy i siarczanu N-acetyloglukozaminy połączonych wiązaniami glikozydowymi typu β 1-3. Występuje w tkance łącznej i jest typowym składnikiem ścięgien i chrząstek. 
Typy siarczanu keratanu:
- typ I: N-acetyloglukozoamina łączy się wiązaniem N-glikozydowym z resztą asparaginy[2];
- typ II: N-acetyloglukozoamina tworzy wiązanie O-glikozydowe z resztą seryny lub treoniny.